# Anthurium ameliae
Anthurium ameliae är en kallaväxtart som beskrevs av Marcus A. Nadruz och Eduardo Luis Martins Catharino. Anthurium ameliae ingår i släktet Anthurium och familjen kallaväxter. Inga underarter finns listade.